# Cayetano Ré
Cayetano Ré Ramírez (Asunción, 1938. február 7. – Elche, Spanyolország, 2013. november 26.) válogatott paraguayi labdarúgó, csatár, edző. Asperger-szindrómája ellenére egyike volt azoknak, akik elsőként profi labdarúgók lettek.

## Pályafutása

### Klubcsapatban
A Cerro Porteño csapatában kezdte pályafutását Asunciónban. 1959-ben Spanyolországba szerződött. 1962-ig az Elche CF játékosa volt. Ezt követően az FC Barcelonához szerződött, ahol pályafutása legjobb éveit töltötte. Az 1964–65-ös idényben 26 góllal a bajnokság gólkirálya lett és ezzel elnyerte a Pichichi-trófeát. Négy idényt töltött a Barcelona csapatában és 90 gólt szerzett ebben az időszakban. 1966 és 1977 között a másik barcelonai klub az RCD Espanyol labdarúgója volt. Az 1971–72-es idényben a Terrassa FC csapatában fejezte be az aktív labdarúgást.

### A válogatottban
1958 és 1959 között 25 alkalommal szerepelt a paraguayi válogatottban. Részt vett az 1958-as labdarúgó-világbajnokságon.

### Edzőként
1973 és 2000 között edzőként dolgozott. Főleg spanyol és paraguayi csapatoknál tevékenykedett, de dolgozott Mexikóban és Chilében is. Legjelentősebb megbízatása 1985 és 1987 között a paraguayi válogatott szövetségi kapitánysága volt. Az 1986-os labdarúgó-világbajnokságon a legjobb 16-ig jutott irányításával a csapat.

## Sikerei, díjai
- Paraguayi bajnokság
  - bajnok: 1954
- Spanyol bajnokság
  - gólkirály: 1964–65 (26 gól)
- Spanyol kupa
  - győztes: 1957, 1963
- Vásárvárosok kupája (VVK)
  - győztes: 1965–66